# Römermuseum Augst

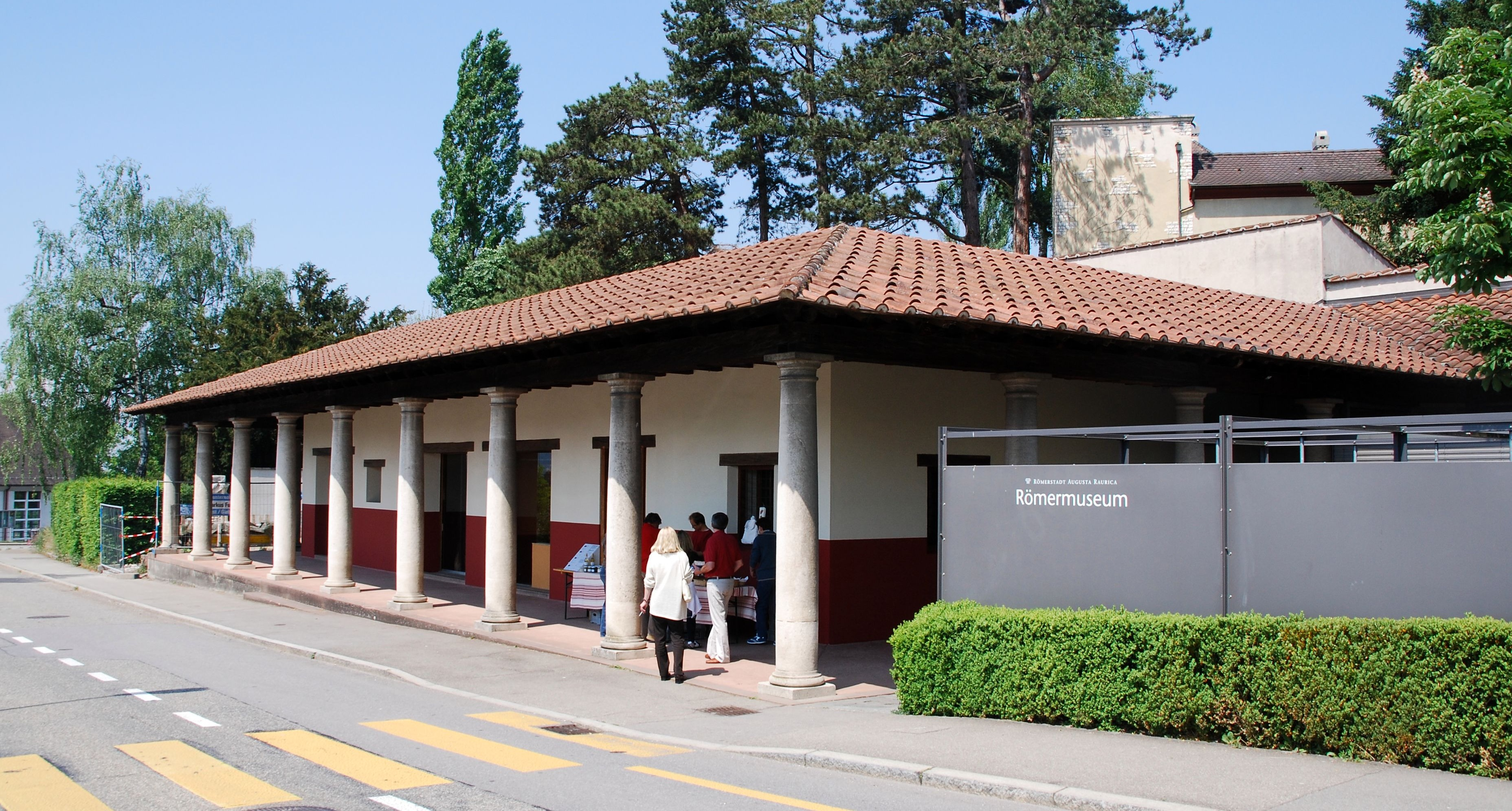
Römermuseum

Das Römermuseum Augst (Alternativnamen: Augusta Raurica; Römerhaus und Museum; Römerstadt Augusta Raurica) ist ein archäologisches Museum und Freilichtmuseum in der Gemeinde Augst im Kanton Basel-Landschaft in der Schweiz. Es ist dem Amt für Kultur der Bildungs-, Kultur und Sportdirektion des Kantons Basel-Landschaft unterstellt.

## Beschreibung
Das Museum beherbergt die wichtigsten Funde aus den Ausgrabungen in Kaiseraugst und Augst und vermittelt die reiche Geschichte der römischen Stadt Augusta Raurica. Neben dem Museum befinden sich weitere Ausstellungsräume und mehr als zwanzig Freilichtschauplätze im gesamten Gebiet der Gemeinden Kaiseraugst und Augst. Das bedeutendste Ausstellungsstück ist der Silberschatz von Kaiseraugst.
Durch die Spende eines Basler Mäzens konnte 1954/1955 unter der Leitung von Rudolf Laur-Belart neben dem Museum ein römisches Wohnhaus im Massstab 1:1 rekonstruiert und komplett mit Originalgegenständen bzw. Kopien aus römischer Zeit möbliert werden. Da der Aufbau eines kompletten Häusergevierts, einer Insula, aus finanziellen Gründen nicht in Frage kam, beschränkte man sich auf einen repräsentativen Ausschnitt daraus, nämlich ein Haus mit Gewerbeläden gegen die Strasse hin und dahinter liegenden Privaträumen:
- Gewerbeteil (gegen die Strasse hin):
  - grösserer Gewerberaum (mit Schmiede und Metzgerei)
  - Thermopolium (Schnellimbiss)
  - vor dieser Ladenfront befindet sich eine Säulenhalle als Trottoir.
- Privaträume:
  - u-förmiges Peristyl (Säulenhalle; Innenteil bepflanzt)
  - Küche mit Herd, Backofen und römischer Toilette
  - Triclinium (Esszimmer) mit gemauerter Liege
  - Bad mit vier Räumen:
    - Apodyterium (Umkleideraum)
    - Frigidarium (Kaltwasserraum)
    - Tepidarium (Warmwasserraum)
    - Caldarium (Heisswasserraum mitsamt Hypokaustum-Heizung)

  - Arbeitszimmer
  - Schlafzimmer